# محطة قطار نيو هولاند
محطة قطار نيو هولاند (بالإنجليزية: New Holland railway station)‏‏ هي محطة قطار في المملكة المتحدة، تُشغلها قطارات إيست ميدلاند. افتُتحت هذه المحطة في 24 يونيو 1981، ويبلغ عدد مسارات أرصفتها 1.